# 藤原丈一郎
藤原 丈一郎（ふじわら じょういちろう、1996年〈平成8年〉2月8日 - ）は、日本のアイドル、俳優。男性アイドルグループ・なにわ男子のメンバー。愛称は、丈、じょう。
大阪府池田市 出身。STARTO ENTERTAINMENT所属。

## 来歴
本人の知らないうちに母親が履歴書を送り、京セラドーム大阪で行われた野球大会のオーディションに、母親に「5000円あげるから」と言われて参加。野球部門でキャッチボールを披露したものの、不合格。しかしその後、ダンス部門にも参加したところ合格し、2004年2月21日、関西ジャニーズJr.では最年少である8歳（小学2年生）の時にジャニーズ事務所に入所。のちに関西ジャニーズJr.内ユニット・Little Gangsや、Gang Starの一員として活動。
2018年に結成された関西ジャニーズJr.内ユニット・なにわ男子のメンバーに選ばれる。
2019年2月19日より、ジャニーズ初のバーチャルアイドル・海堂飛鳥（声を担当）としても活動を開始する。
2021年11月12日、なにわ男子としてシングル『初心LOVE』でCDデビューした。入所からデビューまでの期間は、それまで最長だったSnow Manの深澤辰哉と阿部亮平の15年5か月を抜き、17年9か月という最長記録となった。

## 人物
大阪学院大学高等学校出身。
野球観戦が趣味で、『中居正広のプロ野球魂』や『戦え!スポーツ内閣』など野球関連番組にも出演。2022年にはラジオ番組『ニッポン放送ショウアップナイター』の公式応援団「チームショウアップ」にも加入した。また、日本プロ野球・オリックス・バファローズの大ファンとして知られており、オフィシャルファンクラブ（BsCLUB）会員のポイント順位が1000位以内であることを公言している。始球式も2022年3月29日にオリックスの本拠地で初めて務め、2025年まで4年連続4度務めている。
オリックスを好きになったきっかけは「じゃがいもデー」というイベント。じゃがいもを持参するとチケットが半額になるというイベントに驚き、オリックスファンになった。
高校野球にも精通しており、2019年の『熱闘甲子園直前SP! 号泣甲子園』ではナレーションを担当した。

## 出演
ユニットでの出演はLittle Gangs、Gang Star、なにわ男子#出演を参照。個人での出演のみ記載。

### テレビ番組
- ほんジャニ！（ - 2007年4月25日、関西テレビ）[29]
- サタデープラス（2020年4月 - 、毎日放送） - 「絶景を走る！」コーナーに毎週VTR出演[30]
- クイズ!THE違和感（2020年4月13日 - 2022年9月12日、TBS） - レギュラー（大橋和也・大西流星の3人の中から交代で2人出演）[31]
- 痛快TV スカッとジャパン 神対応スカッと「置き配を指定したのに…」（2023年2月20日、フジテレビ） - 主演・神浪丈 役[32]
- 祝★オリックス3連覇ウ〜ワオ！岡田圭右&藤原丈一郎のオリLOVE大放出SP（2023年10月2日、カンテレ）[33]

### テレビドラマ
- 青春ドラマスペシャル サムライ転校生 〜我ガ道ハ武士道ナリ〜（2009年3月28日、関西テレビ） - 三船優太（幼少期） 役[34]
- 誰も知らないJ学園「ロッカールーム」（2010年5月26日、関西テレビ） - 哲 役[35]
- 年下彼氏 第17話「アナログな夜に」（2020年6月7日、朝日放送） - 主演・ミツル 役（関西ジャニーズJr.として主演）[36]
- メンズ校（2020年10月7日 - 12月23日、テレビ東京） - 主演・源田新 役（なにわ男子として主演）[37]
- 消しゴムをくれた女子を好きになった。（2022年7月26日 - 9月27日、日本テレビ） - 板倉和希 役[38][39]
- 生ドラ!東京は24時 第1夜「シンガロング!」（2022年12月27日 、フジテレビ） - 主演・井上拓海 役（鈴木保奈美とW主演）[40][41]
- ペンディングトレイン-8時23分、明日 君と（2023年4月21日 - 6月23日、TBS） - 米澤大地 役[42][43]
- マイ・セカンド・アオハル 最終話（2023年12月19日、TBS）- やる気のある内定者役[44]
- 恋する警護24時（2024年1月13日 - 3月9日、テレビ朝日） - 原湊 役[45]
- 生ドラ!東京は24時 -Starting Over-（2024年3月28日、フジテレビ） - 主演・矢崎祐樹 役（鈴木保奈美、尾上松也とトリプル主演）[46]
- 僕のあざとい元カノ from あざとくて何が悪いの?（2025年1月24日 - 3月7日、テレビ朝日） - 主演・坂下拓未 役（加藤史帆、谷まりあとトリプル主演）[47][48]
- ロンダリング（2025年7月4日 - 、関西テレビ・フジテレビ） - 主演・緋山鋭介 役[49]

### 舞台
- DREAM BOYS（2008年4月4日 - 16日、梅田芸術劇場メインホール） - 森田美勇人と交互出演[50]
- 「台風n Dreamer」タイフーン・ドリーマー（2014年8月2日 - 26日、大阪松竹座）[51]
- 少年たち 世界の夢が・・・戦争を知らない子供達&Summer Show！（2015年8月2日 - 26日、大阪松竹座）[52]
- 寝盗られ宗介（作：つかこうへい / 2016年4月16日- 24日、大阪松竹座 / 5月3日・4日、ももちパレス / 5月14日、刈谷市総合文化センター / 5月24日 - 29日、新橋演舞場） - ジミー 役[53]
- ANOTHER & Summer Show（2016年8月2日 - 26日、大阪松竹座）[54]
- ジャニーズ・フューチャー・ワールド from 帝劇 to 博多座（2016年9月19日 - 30日、博多座）[55]
- JOHNNYS' Future WORLD（2016年10月8日 - 25日、梅田芸術劇場メインホール）[56]
- 銀二貫（2017年6月1日 - 11日、大阪松竹座） - 梅吉 役[57]
- 少年たち 南の島に雪は降る（2017年8月2日 - 27日、大阪松竹座）[58]
- リューン〜風の魔法と滅びの剣〜（2018年2月3日 - 4日〔プレビュー公演〕、市川市文化会館 / 2月7日 - 12日、日本青年館ホール / 2月27日、静岡市清水文化会館（マリナート）大ホール / 3月2日、久留米シティプラザ ザ・グランドホール / 3月7日 - 11日、梅田芸術劇場シアター・ドラマシティ） - 主演：リューン・フロー 役[59]
  - リューン〜風の魔法と滅びの剣〜（2019年6月1日 - 2日、相模女子大学グリーンホール / 6月5日 - 9日、日本青年館ホール / 6月19日 - 23日、梅田芸術劇場シアター・ドラマシティ / 6月29日 - 30日、刈谷市総合文化センター / 7月3日、久留米シティプラザ / 7月5日、上野学園ホール） - 主演：リューン・フロー役（大橋和也とW主演）[60]
- 滝沢歌舞伎 2018（2018年6月4日 - 30日、御園座）[61]
- 明日を駆ける少年たち（2018年8月4日 - 30日、大阪松竹座）[62]
- タイヨウのうた〜Midnight Sun〜（2018年9月5日 - 9日、東京・なかのZERO大ホール / 10月13日・14日、大阪・NHK大阪ホール） - 加藤よしき 役[63]
- 青木さん家の奥さん（2020年1月22日 - 2月2日、東京グローブ座 / 2月13日 - 17日、サンケイホールブリーゼ）[64][65]
  - 青木さん家の奥さん（2021年1月8日 - 24日、東京グローブ座 / 2月17日 - 28日、サンケイホールブリーゼ）[66][67]
- 月とシネマ2023（2023年11月6日 - 28日、PARCO劇場 / 12月3日 - 10日、森ノ宮ピロティホール） - 小倉涼太 / 並木憲次（若いころ） 役（2役）[68][69][注 1]

### コンサート
- 関西ジャニーズJr. X’masコンサート2013（2013年12月1日 - 12月25日、大阪松竹座）[72]
- 関西ジャニーズJr. 明けましておめでとうコンサート 2014（2014年1月4日・5日、大阪城ホール）[51]
- 関西ジャニーズJr. 『春休みスペシャルコンサート2014』（2014年3月1日 - 25日、大阪松竹座）[73]
- 関西ジャニーズJr.『X'mas Show 2014』（2014年11月30日 - 12月25日、大阪松竹座）[74]
- 関西ジャニーズJr. 春休みスペシャルshow 2015（2015年3月21日 - 31日、大阪松竹座）[75]
- 関西ジャニーズJr. X'mas Show 2015（2015年11月2日 - 12月4日・8日 - 11日・14日 - 17日・21日・22日、大阪松竹座）[76]
- 関西ジャニーズJr. X'mas Show 2016（2016年11月30日 - 12月25日、大阪松竹座）[77]
- 関西ジャニーズJr. 春のSHOW合戦（2017年3月4日 - 28日、大阪松竹座）[78]
- 関西ジャニーズJr. X'mas SHOW 2017（2017年12月1日・2日・4日 - 8日・12日 - 15日・18日 - 20日・22日・23日、大阪松竹座）[79]
- 関西ジャニーズJr. Concert 2018 〜Happy New ワン Year〜（2018年1月3日・4日、大阪城ホール）[80]
- 関西ジャニーズJr. 春休みスペシャルShow 2018（2018年3月12日 - 24日、大阪松竹座）[81]

### イベント
- 横山万博（2025年9月11日予定、大阪・関西万博 EXPO アリーナ「Matsuri」）[82]

### 映画
- 関西ジャニーズJr.の目指せ♪ドリームステージ!（2016年4月16日、松竹）- 谷澤富雄 役[83]
- 関西ジャニーズJr.のお笑いスター誕生!（2017年8月26日、松竹）- 稲毛潤 役[84]
- アナログ（2023年10月6日、東宝 / アスミック・エース） - 島田紘也 役[85]

### 劇場アニメ
- HoneyWorks 10th Anniversary "LIP×LIP FILM×LIVE"（2020年12月25日、東映） - 海堂飛鳥 役[86]
- 劇場版 忍たま乱太郎 ドクタケ忍者隊最強の軍師（2024年12月20日、松竹） - 若王寺勘兵衛 役[87][88]

### CM
- 日本生命セ・パ交流戦 2023（2023年5月18日 - ）[89]

### ラジオ番組
- JAM×JAM（2014年10月5日 - 2016年7月、ラジオ関西）[51]
- 関西ジャニーズJr.のバリバリサウンド（2018年5月1日 - 2022年3月29日[90]、FM大阪）[4]
- 藤原丈一郎のなにわんだふるラジオ（2022年4月4日 - 、FM大阪）[90]

### ネット配信
- 海堂飛鳥の飛鳥クルージングルーム（2019年2月19日 - 2021年11月9日[91]、SHOWROOM）- バーチャルアイドル・海堂飛鳥 として[14][92]
- 恋し続けて警護240日（2024年2月10日 - 18日、TELASA） - 主演・原湊 役[93]

### ミュージックビデオ
- KEN☆Tackey
  - 逆転ラバーズ (Dance Video) （2018年）[94]
  - 浮世艶姿桜 (Dance Video) （2018年）[94]

## 書籍

### 雑誌連載
- KADOKAWA『関西ウォーカー』「なにわ男子 藤原丈一郎の球場へ行こうよ！」（2021年4月号 - 10月号）[95]